# 소화약금
《 소화약금》(韶华若锦)은 2025년 방송되었던 중국의 드라마이다.

## 소개
- 8년 동안 국경을 지키던 남자가 수도로 돌아와 군자금 횡령 사건을 조사하고, 그 과정에서 명 씨 가문의 딸과 정략결혼을 하는 이야기

## 등장 인물
- 송위룡 - 강서 역
- 바오상언 - 명단 역
- 대로와 (代露娃) - 백민민 역
- 가영 (柯颖) - 운의 역
- 백주 (白澍) - 장회옥 역
- 진효헌 (秦晓轩) - 류맥 역
- 왕가 (王可) - 명초 역
- 전이륜 (全伊伦) - 서경연 역
- 양박소(杨博潇) - 육정 역

## 참고 사항
- 중국 현지에서 방송을 앞두고 AsiaN 에서 VOD 저작권을 구입했다. 국내 방송일자는 5월 31일 이다.
- 극중 강서 역을 맡고 있는 송위룡은 상사령이 종영한지 4개월만에 출연하는 작품이기도 하다.